# استنلی ویلیامز
استنلی "توکی" ویلیامز سوم (۲۹ دسامبر، ۱۹۵۳ - ۱۳ دسامبر، ۲۰۰۵) یک گانگستر آمریکایی اهل لس‌آنجلس، کالیفرنیا بود. او بخاطر تاسیس گَنگِ کریپس همراه با ریموند واشینگتن معروف است. در سال ۱۹۷۱ ویلیامز همراه با ریموند باندی به نام کریپس تشکیل دادند. استنلی در دهه هفتاد میلادی به عنوان یکی از بزرگان و رئیسان این باند شناخته میشد.

## اتهام ها
در سال ۱۹۷۹ میلادی، استنلی ویلیامز متهم به ۴ فقره قتل و ۲ فقره سرقت گشت و بعد از آن محکوم به اعدام با تزریق کشنده شد. ویلیامز پس از درخواست های عفو پیاپی و رد همه آنها توسط فرماندار وقت آن زمان کالیفرنیا، آرنولد شوارتزنگر در تاریخ ۱۳ دسامبر سال ۲۰۰۵ اعدام شد.